# The Grapes of Wrath (película)
The Grapes of Wrath (en España, Las uvas de la ira; en Venezuela, Las viñas de la ira; en Argentina, Viñas de ira) es una película estadounidense de 1940 dirigida por John Ford basada en la novela homónima de John Steinbeck, que había obtenido por ella el premio Pulitzer. 
La película fue realizada en una época, los años 40, en la que el cine estadounidense tendía a evitar las películas de realismo social. Por esto, la película es más optimista que la obra literaria en la que se basa.
En 1989, la película fue considerada «cultural, histórica y estéticamente significativa» por la Biblioteca del Congreso de Estados Unidos y seleccionada para su preservación en el National Film Registry.

## Argumento

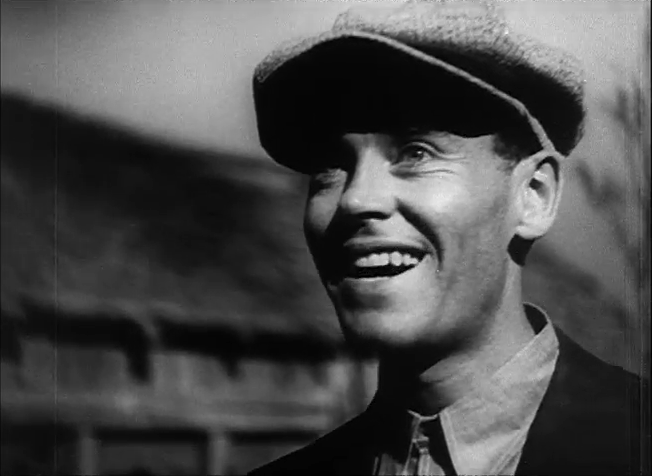
Henry Fonda en el tráiler de la película.

La historia es la de una familia de granjeros de Oklahoma, Tom (Henry Fonda) y Ma Joad (Jane Darwell), ubicada en la década de los 30, que tras el crack del 29, son expulsados de su tierra por la sequía del Dust Bowl y tienen que emigrar a California. Realizan un duro viaje en un Hudson "Super Six", pasando por diversas vicisitudes en lo que creían muy erróneamente que era el paraíso.

## Reparto
- Henry Fonda ... Tom Joad
- Dorris Bowdon ... Rose of Sharon "Rosasharn" Joad
- Russell Simpson ... Pa Joad
- Jane Darwell ... Ma Joad
- John Carradine ... Jim Casy
- O. Z. Whitehead ... Al Joad
- Charley Grapewin ... William James "Abuelo" Joad
- John Qualen ... Muley Graves
- Eddie Quillan ... Connie Rivers
- Zeffie Tilbury ... Abuela Joad
- Frank Sully ... Noah Joad
- Frank Darien ... Tío John
- Darryl Hickman ... Winfield Joad
- Shirley Mills ... Ruth "Ruthie" Joad
- Roger Imhof ... Sr. Thomas
- Grant Mitchell ... Cuidador
- Charles D. Brown ... Wilkie
- John Arledge ... Davis
- Ward Bond ... Policía
- Harry Tyler ... Bert
- William Pawley ... Bill
- Charles Tannen ... Joe
- Selmer Jackson ... Oficial de inspección
- Charles Middleton ... Líder
- Eddie Waller ... Propietario
- Paul Guilfoyle ... Floyd
- David Hughes ... Frank
- Cliff Clark ... Hombre de la ciudad
- Joseph Sawyer ... Capataz del Rancho Keene
- Frank Faylen ... Tim
- Adrian Morris ... Agente
- Hollis Jewell ... Hijo de Muley
- Robert Homans ... Spencer
- Irving Bacon ... Conductor
- Kitty McHugh ... Mae
- Tom Tyler ... Abogado (sin acreditar)
- Joe Bordeaux ... Migrante (sin acreditar)

## Premios y nominaciones

### Premios Óscar de 1941
| Categoría               | Persona           | Resultado |
| ----------------------- | ----------------- | --------- |
| Mejor película          | Mejor película    | Candidata |
| Mejor director          | John Ford         | Ganador   |
| Mejor actor             | Henry Fonda       | Candidato |
| Mejor actriz de reparto | Jane Darwell      | Ganadora  |
| Mejor guion adaptado    | Nunnally Johnson  | Candidato |
| Mejor sonido            | E. H. Hansen      | Candidato |
| Mejor montaje           | Robert E. Simpson | Candidato |